# Ryan Raburn
Ryan Neil Raburn (né le 17 avril 1981 à Tampa, Floride, États-Unis) est un ancien joueur d'utilité de la Ligue majeure de baseball. 

## Biographie

### Carrière scolaire et universitaire
Après des études secondaires à la Durant High School de Plant City (Floride), Ryan Raburn est repêché le 2 juin 1999 par les Blue Jays de Toronto, mais repousse l'offre. Il commence alors des études supérieures au South Florida Community College où il porte les couleurs des Panthers.

### Carrière professionnelle

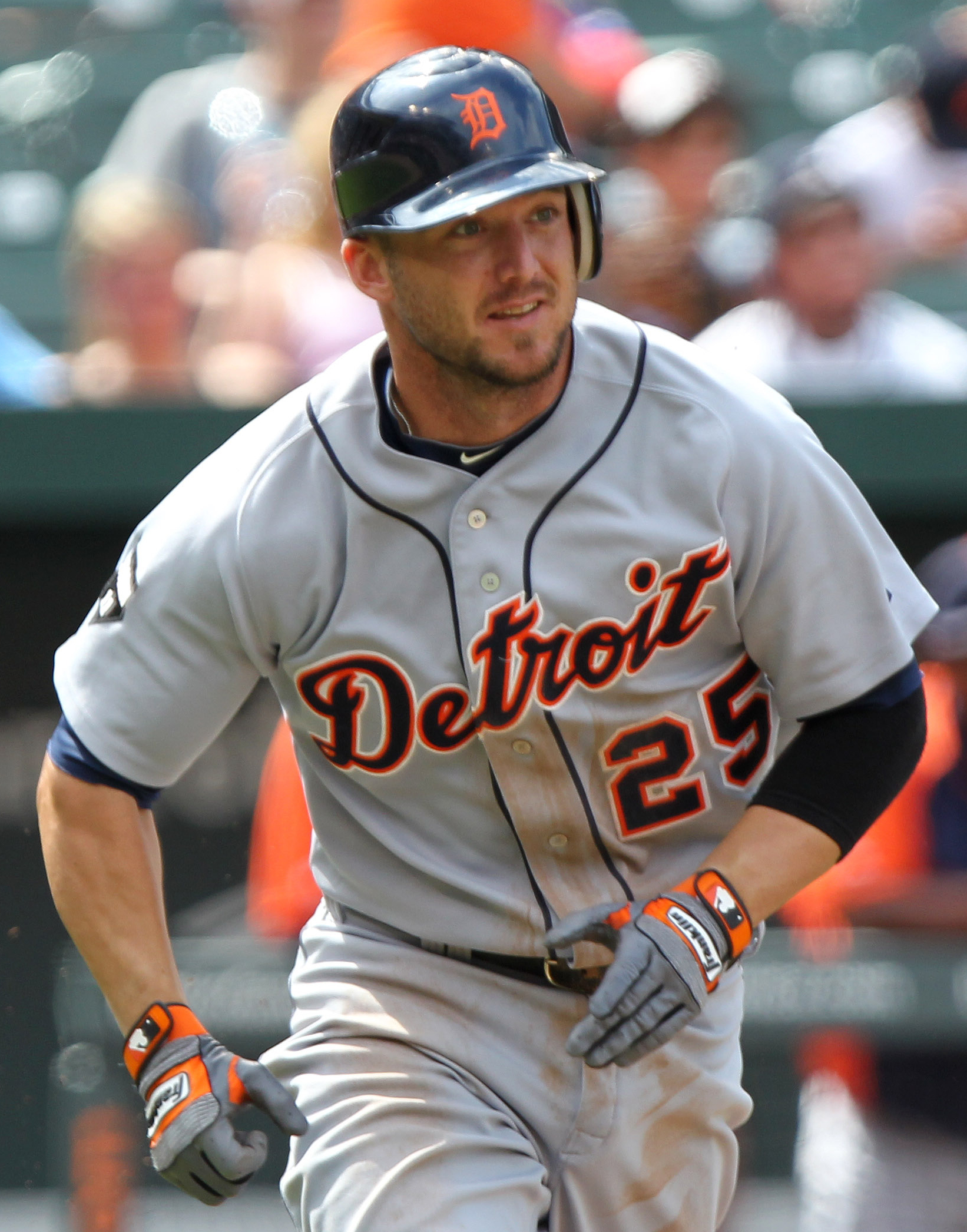
Ryan Raburn en 2011 avec les Tigers.

Raburn rejoint les rangs professionnels après le repêchage amateur de 2001 au cours de laquelle il est sélectionné par les Tigers de Détroit au cinquième tour. Il joue quatre saisons en Ligues mineures avant d'effectuer ses débuts en Ligue majeure le 12 septembre 2004. Après quelques apparitions en fin de saison 2004, Raburn est affecté en Triple-A chez les Toledo Mud Hens.
Il retrouve les terrains de Ligue majeure en 2007 à la faveur de la suspension de Neifi Pérez pour dopage et est désigné meilleure recrue de l'année des Tigers par la Detroit Sports Broadcasters Association.
Reversé en Triple-A en début de saison 2008, Raburn parvient exploiter sa polyvalence, dans les champs intérieur et extérieur pour effectuer son retour en Ligue majeure. Il frappe son premier grand chelem au plus haut niveau le 29 juin 2008.
Raburn joue la carte de la polyvalence en suivant des entraînements spécifiques au premier but et en position de receveur durant l'entraînement de printemps 2009[réf. nécessaire]. Il commence la saison en Triple-A, mais est rappelé en Ligue majeure dès le mois d'avril à la suite de la blessure de Marcus Thames. Le 8 juin il commence la partie au premier but ; c'est le sixième poste que Raburn comme titulaire. Il dispute 113 parties durant l'année et frappe pour ,291 de moyenne au bâton avec un sommet en carrière de 16 coups de circuit et 45 points produits.
En 2010, il frappe pour ,280 en 113 matchs avec des sommets en carrière pour les coups sûrs (104) et les points produits (62). Il réussit 15 circuits.
Surtout utilisé au champ extérieur et au deuxième but en 2011, il frappe 14 circuits et produit 49 points en 121 parties. Il joue pour la première fois en éliminatoires et maintient une moyenne au bâton de ,400 avec deux coups sûrs en cinq présences au bâton et un point produit dans la Série de divisions entre les Tigers et les Yankees de New York. Il joue les six matchs de Série de championnat de la Ligue américaine contre les Rangers du Texas, cogne deux circuits et produit quatre points.
En 2012, Raburn apparaît dans 66 parties des Tigers mais ne frappe que pour ,171 avec un seul circuit et 12 points produits. Il est laissé de côté durant toutes les séries éliminatoires pendant que ses coéquipiers remportent le titre de la Ligue américaine.
Le 21 janvier 2013, il accepte l'entente des ligues mineures présentée par les Indians de Cleveland.
En mars 2016, après deux saisons à Cleveland, Raburn signe un contrat de 1,5 million de dollars pour une saison avec les Rockies du Colorado.

## Statistiques
| Saison | Équipe  | G   | AB  | R   | H   | 2B | 3B | HR | RBI | SB | BA    |
| ------ | ------- | --- | --- | --- | --- | -- | -- | -- | --- | -- | ----- |
| 2004   | Détroit | 12  | 29  | 4   | 4   | 1  | 0  | 0  | 1   | 1  | 0,138 |
| 2007   | Détroit | 49  | 138 | 28  | 42  | 12 | 2  | 4  | 27  | 3  | 0,304 |
| 2008   | Détroit | 92  | 182 | 26  | 43  | 10 | 1  | 4  | 20  | 3  | 0,236 |
| 2009   | Détroit | 113 | 261 | 44  | 76  | 11 | 2  | 16 | 45  | 5  | 0,359 |
| 2010   | Détroit | 113 | 371 | 54  | 104 | 25 | 1  | 15 | 62  | 2  | 0,280 |
| Totaux | Totaux  | 379 | 981 | 156 | 269 | 59 | 6  | 39 | 155 | 14 | 0,274 |

Note : G = Matches joués ; AB = Passages au bâton; R = Points ; H = Coups sûrs ; 2B = Doubles ; 3B = Triples ; 
HR = Coup de circuit ; RBI = Points produits ; SB = Buts volés ; BA = Moyenne au bâton.